# Villers-sous-Châtillon
Villers-sous-Châtillon är en kommun i departementet Marne i regionen Grand Est (tidigare regionen Champagne-Ardenne) i nordöstra Frankrike. Kommunen ligger i kantonen Châtillon-sur-Marne som tillhör arrondissementet Reims. År 2020 hade Villers-sous-Châtillon 210 invånare.

## Befolkningsutveckling
Antalet invånare i kommunen Villers-sous-Châtillon
| Referens: INSEE |